# Dãy núi Troodos
Dãy núi Troodos (tiếng Hy Lạp: Τρόοδος [ˈtɾooðos]; tiếng Thổ Nhĩ Kỳ: Trodos Dağları) là dãy núi nằm ở vùng trung tâm đảo và cũng là dãy núi lớn nhất ở Síp. Đỉnh cao nhất của dãy núi này là Olympus cao 1.952 mét, là một địa danh trượt tuyết nổi tiếng. Dãy núi Troodos trải dài trên hầu hết các vùng phía tây của Síp. Có rất nhiều khu nghỉ mát nổi tiếng trên núi, tu viện và nhà thờ mang phong cách Byzantine trên đỉnh núi, và nép mình trong các thung lũng núi đẹp như tranh vẽ là làng mạc vào ruộng bậc thang trên những sườn núi. Khu vực này đã được biết đến từ thời cổ đại với ngành khai mỏ, và trong thời kỳ Byzantine nó đã trở thành một trung tâm lớn của nghệ thuật Byzantine, thể hiện qua kiến trúc các nhà thờ và tu viện được xây dựng ở các vùng núi cách xa bờ biển.

## Địa chất

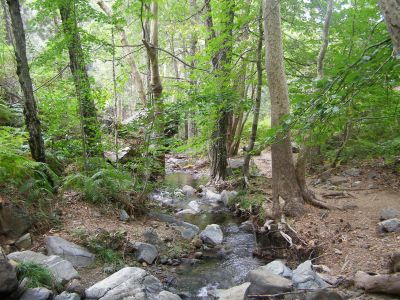
Sông Kalidonia.

Dãy núi nổi tiếng với sự hiện diện của các mẫu vật đá Ophiolit. Dãy núi này từ từ nâng lên từ dưới biển do sự va chạm của mảng kiến tạo châu Phi và châu Âu, một quá trình dẫn đến sự hình thành của quốc đảo Síp.

## Khí hậu
| Dữ liệu khí hậu của Prodromos tại Dãy núi Troödos, độ cao: 1380 m (Satellite view) | Dữ liệu khí hậu của Prodromos tại Dãy núi Troödos, độ cao: 1380 m (Satellite view) | Dữ liệu khí hậu của Prodromos tại Dãy núi Troödos, độ cao: 1380 m (Satellite view) | Dữ liệu khí hậu của Prodromos tại Dãy núi Troödos, độ cao: 1380 m (Satellite view) | Dữ liệu khí hậu của Prodromos tại Dãy núi Troödos, độ cao: 1380 m (Satellite view) | Dữ liệu khí hậu của Prodromos tại Dãy núi Troödos, độ cao: 1380 m (Satellite view) | Dữ liệu khí hậu của Prodromos tại Dãy núi Troödos, độ cao: 1380 m (Satellite view) | Dữ liệu khí hậu của Prodromos tại Dãy núi Troödos, độ cao: 1380 m (Satellite view) | Dữ liệu khí hậu của Prodromos tại Dãy núi Troödos, độ cao: 1380 m (Satellite view) | Dữ liệu khí hậu của Prodromos tại Dãy núi Troödos, độ cao: 1380 m (Satellite view) | Dữ liệu khí hậu của Prodromos tại Dãy núi Troödos, độ cao: 1380 m (Satellite view) | Dữ liệu khí hậu của Prodromos tại Dãy núi Troödos, độ cao: 1380 m (Satellite view) | Dữ liệu khí hậu của Prodromos tại Dãy núi Troödos, độ cao: 1380 m (Satellite view) | Dữ liệu khí hậu của Prodromos tại Dãy núi Troödos, độ cao: 1380 m (Satellite view) |
| Tháng                                                                              | 1                                                                                  | 2                                                                                  | 3                                                                                  | 4                                                                                  | 5                                                                                  | 6                                                                                  | 7                                                                                  | 8                                                                                  | 9                                                                                  | 10                                                                                 | 11                                                                                 | 12                                                                                 | Năm                                                                                |
| ---------------------------------------------------------------------------------- | ---------------------------------------------------------------------------------- | ---------------------------------------------------------------------------------- | ---------------------------------------------------------------------------------- | ---------------------------------------------------------------------------------- | ---------------------------------------------------------------------------------- | ---------------------------------------------------------------------------------- | ---------------------------------------------------------------------------------- | ---------------------------------------------------------------------------------- | ---------------------------------------------------------------------------------- | ---------------------------------------------------------------------------------- | ---------------------------------------------------------------------------------- | ---------------------------------------------------------------------------------- | ---------------------------------------------------------------------------------- |
| Cao kỉ lục °C (°F)                                                                 | 19.0 (66.2)                                                                        | 20.1 (68.2)                                                                        | 24.6 (76.3)                                                                        | 29.2 (84.6)                                                                        | 32.0 (89.6)                                                                        | 32.5 (90.5)                                                                        | 35.4 (95.7)                                                                        | 35.2 (95.4)                                                                        | 32.5 (90.5)                                                                        | 29.7 (85.5)                                                                        | 22.3 (72.1)                                                                        | 21.5 (70.7)                                                                        | 35.4 (95.7)                                                                        |
| Trung bình ngày tối đa °C (°F)                                                     | 6.3 (43.3)                                                                         | 6.6 (43.9)                                                                         | 10.3 (50.5)                                                                        | 15.1 (59.2)                                                                        | 20.5 (68.9)                                                                        | 25.0 (77.0)                                                                        | 28.1 (82.6)                                                                        | 27.9 (82.2)                                                                        | 24.4 (75.9)                                                                        | 19.6 (67.3)                                                                        | 12.8 (55.0)                                                                        | 8.0 (46.4)                                                                         | 17.1 (62.8)                                                                        |
| Trung bình ngày °C (°F)                                                            | 3.5 (38.3)                                                                         | 3.5 (38.3)                                                                         | 6.6 (43.9)                                                                         | 10.7 (51.3)                                                                        | 15.8 (60.4)                                                                        | 20.1 (68.2)                                                                        | 23.3 (73.9)                                                                        | 23.1 (73.6)                                                                        | 19.6 (67.3)                                                                        | 15.4 (59.7)                                                                        | 9.5 (49.1)                                                                         | 5.3 (41.5)                                                                         | 13.0 (55.4)                                                                        |
| Tối thiểu trung bình ngày °C (°F)                                                  | 0.7 (33.3)                                                                         | 0.3 (32.5)                                                                         | 2.8 (37.0)                                                                         | 6.3 (43.3)                                                                         | 11.1 (52.0)                                                                        | 15.2 (59.4)                                                                        | 18.4 (65.1)                                                                        | 18.2 (64.8)                                                                        | 14.9 (58.8)                                                                        | 11.3 (52.3)                                                                        | 6.2 (43.2)                                                                         | 2.5 (36.5)                                                                         | 9.0 (48.2)                                                                         |
| Thấp kỉ lục °C (°F)                                                                | −8.0 (17.6)                                                                        | −10.2 (13.6)                                                                       | −6.5 (20.3)                                                                        | −5.0 (23.0)                                                                        | 2.0 (35.6)                                                                         | 5.6 (42.1)                                                                         | 10.2 (50.4)                                                                        | 12.1 (53.8)                                                                        | 7.0 (44.6)                                                                         | 0.9 (33.6)                                                                         | −4.9 (23.2)                                                                        | −8.0 (17.6)                                                                        | −10.2 (13.6)                                                                       |
| Lượng Giáng thủy trung bình mm (inches)                                            | 133.4 (5.25)                                                                       | 123.6 (4.87)                                                                       | 82.3 (3.24)                                                                        | 56.9 (2.24)                                                                        | 26.0 (1.02)                                                                        | 40.0 (1.57)                                                                        | 12.1 (0.48)                                                                        | 10.0 (0.39)                                                                        | 9.5 (0.37)                                                                         | 24.0 (0.94)                                                                        | 102.5 (4.04)                                                                       | 169.7 (6.68)                                                                       | 790.1 (31.11)                                                                      |
| Số ngày giáng thủy trung bình (≥ 0.2 mm)                                           | 14.4                                                                               | 12.9                                                                               | 12.2                                                                               | 9.5                                                                                | 6.1                                                                                | 2.7                                                                                | 0.9                                                                                | 1.0                                                                                | 2.0                                                                                | 5.1                                                                                | 9.1                                                                                | 13.5                                                                               | 89.3                                                                               |
| Độ ẩm tương đối trung bình (%)                                                     | 76                                                                                 | 71                                                                                 | 63                                                                                 | 55                                                                                 | 49                                                                                 | 43                                                                                 | 38                                                                                 | 42                                                                                 | 44                                                                                 | 52                                                                                 | 65                                                                                 | 77                                                                                 | 56                                                                                 |
| Số giờ nắng trung bình tháng                                                       | 130.2                                                                              | 146.9                                                                              | 195.3                                                                              | 231.0                                                                              | 275.9                                                                              | 315.0                                                                              | 328.6                                                                              | 310.0                                                                              | 255.0                                                                              | 220.1                                                                              | 165.0                                                                              | 136.4                                                                              | 2.709,4                                                                            |
| Số giờ nắng trung bình ngày                                                        | 4.2                                                                                | 5.2                                                                                | 6.3                                                                                | 7.7                                                                                | 8.9                                                                                | 10.5                                                                               | 10.6                                                                               | 10.0                                                                               | 8.5                                                                                | 7.1                                                                                | 5.5                                                                                | 4.4                                                                                | 7.4                                                                                |
| Nguồn: Trung tâm Khí tượng (Síp)                                                   |                                                                                    |                                                                                    |                                                                                    |                                                                                    |                                                                                    |                                                                                    |                                                                                    |                                                                                    |                                                                                    |                                                                                    |                                                                                    |                                                                                    |                                                                                    |

## Nhà thờ

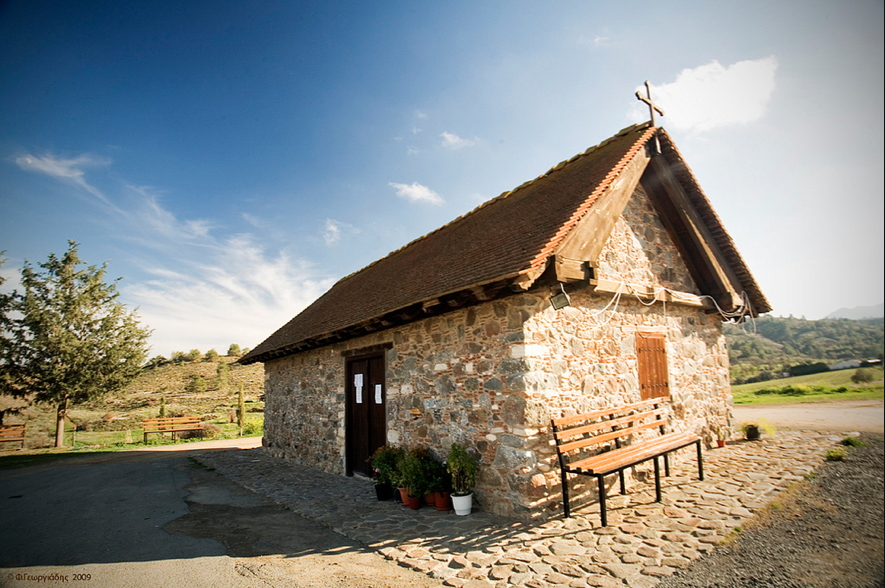
Nhà nguyện Saint Mary gần làng Klirou

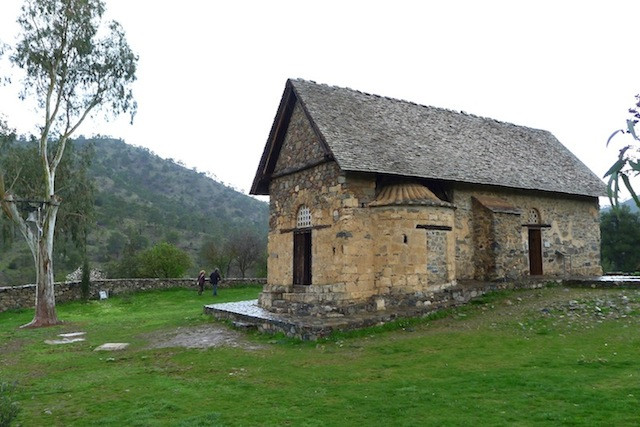
Panagia Forviothissa trong làng Asinou.

Có 9 nhà thờ và 1 tu viện trong số rất nhiều các nhà thờ và tu viện trên dãy núi Troodos đã được ghi vào danh sách Di sản thế giới của UNESCO vào năm 1985. Trong số đó, Tu viện Kykkos là đẹp và nổi tiếng nhất (tuy không có tên trong Danh sách Di sản thế giới). 9 nhà thờ thời đế quốc Byzantine trong Danh sách di sản thế giới là:
- Stavros tou Ayiasmati
- Panayia tou Araka
- Timiou Stavrou at Pelendri
- Ayios Nikolaos tis Stegis
- Panayia Podithou
- Assinou
- Ayios loannis Lampadistis
- Panayia tou Moutoula
- Archangel Michael at Pedhoulas

Vùng Troodos được biết đến từ thời cổ đại nhờ có các mỏ đồng. Thời đế quốc Byzantine, vùng này là trung tâm lớn của Nghệ thuật Byzantine, cũng như các nhà thờ và tu viện được xây dựng trên núi, cách xa bờ biển.

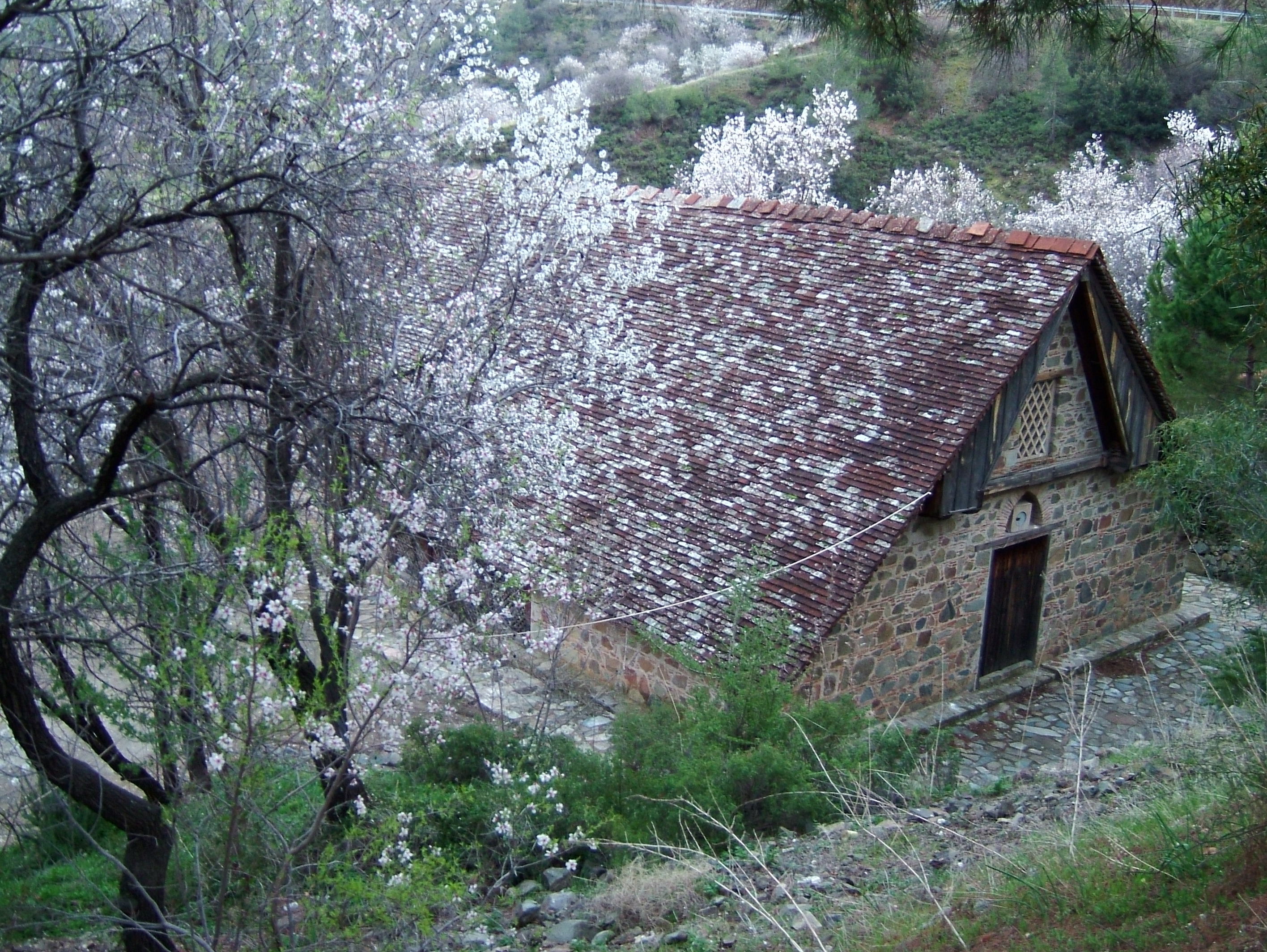
Nhà thờ vào mùa xuân

## Các làng ở dãy núi Troodos

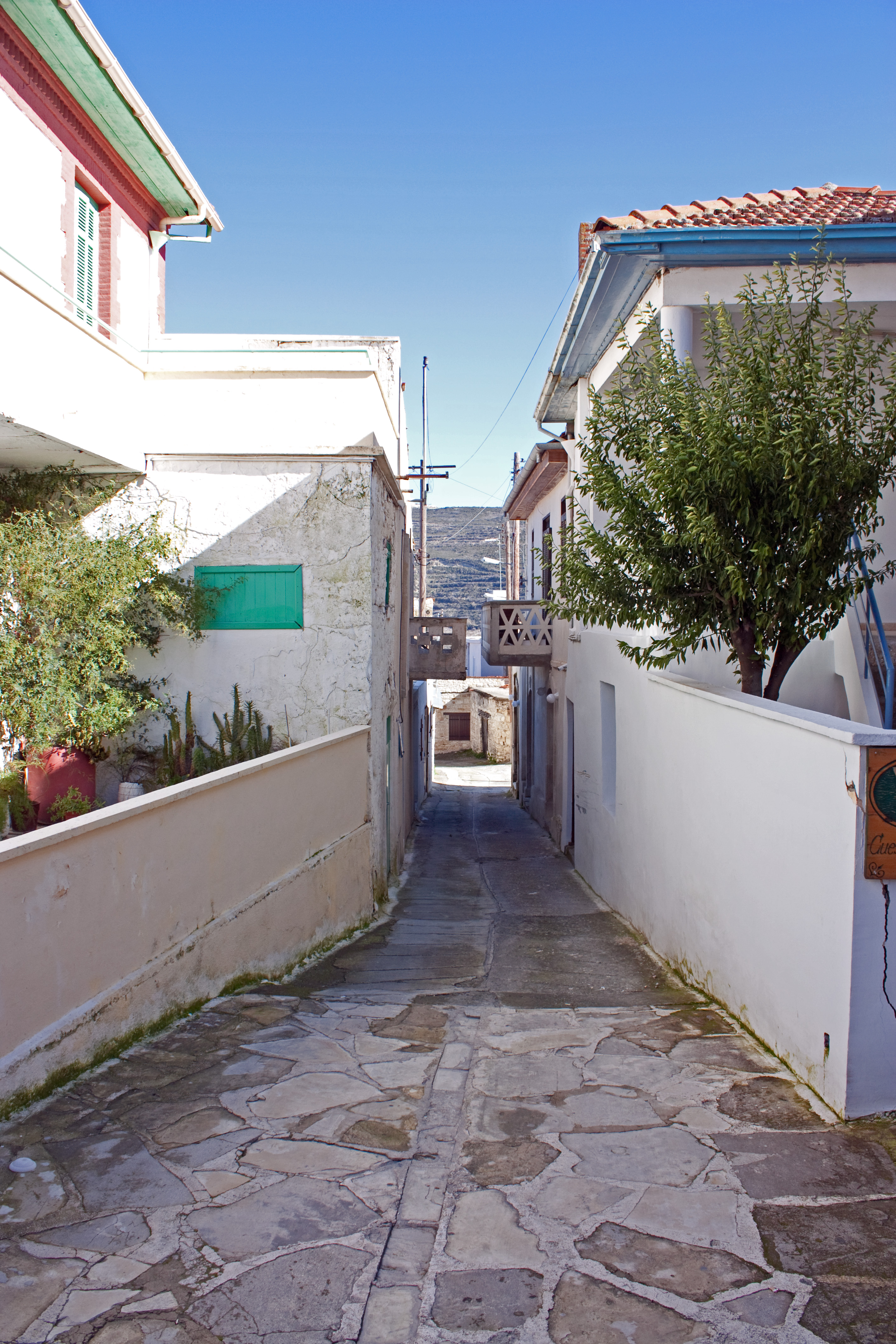
Làng Omodos

- Platres
- Galata
- Evrychou
- Kakopetria
- Louvaras
- Palaichori
- Kourdhali
- Pelendri
- Kalopanayiotis
- Moutoullas
- Pachna
- Pedhoulas
- Omodhos
- Phini
- Koilani
- Agros
- Prodromos
- Marathassa Valley
- Monte Korfi
- Vasa Koilaniou
- Lania

## Hình ảnh

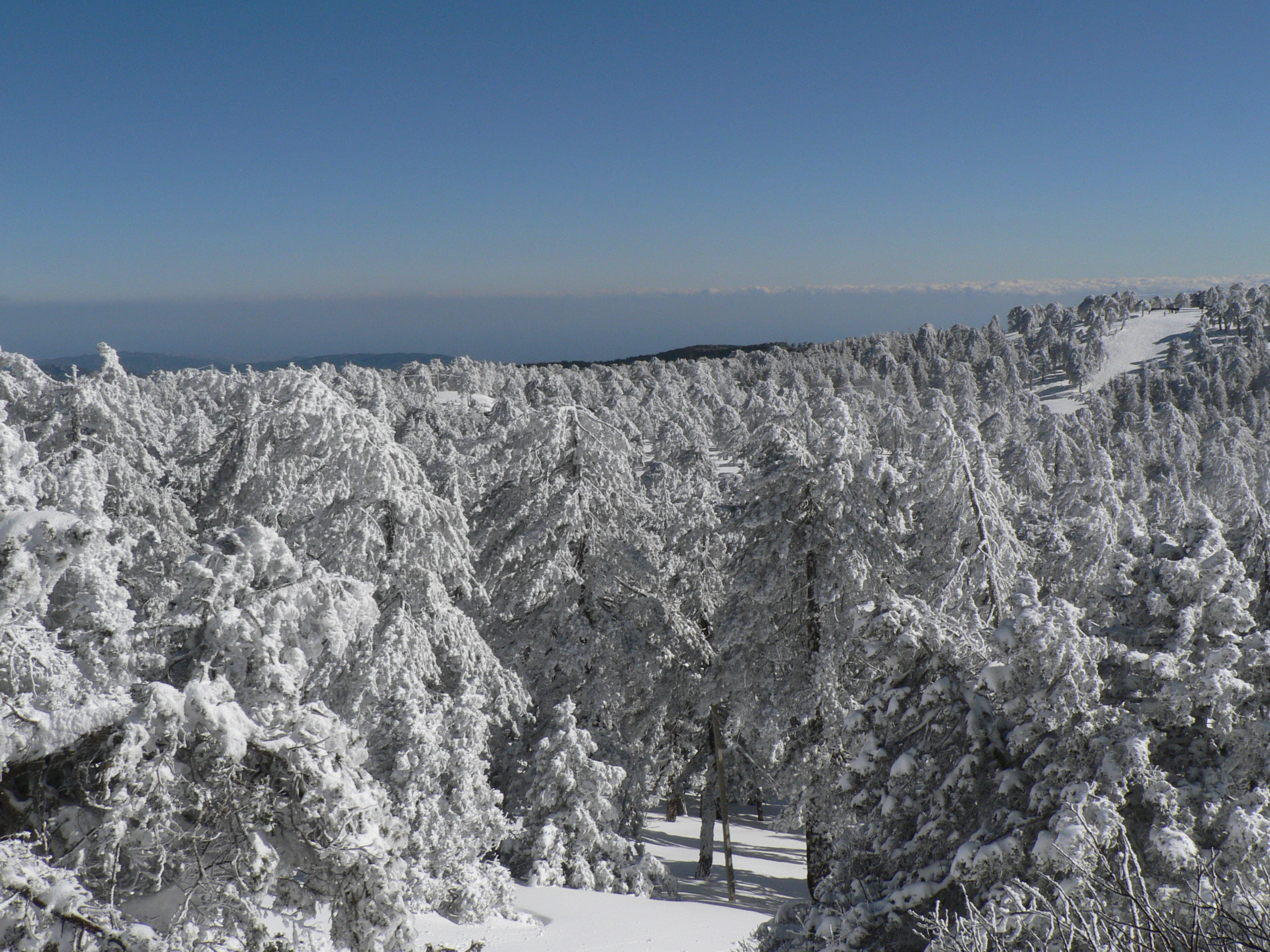
Tháng 1 tại Troodos
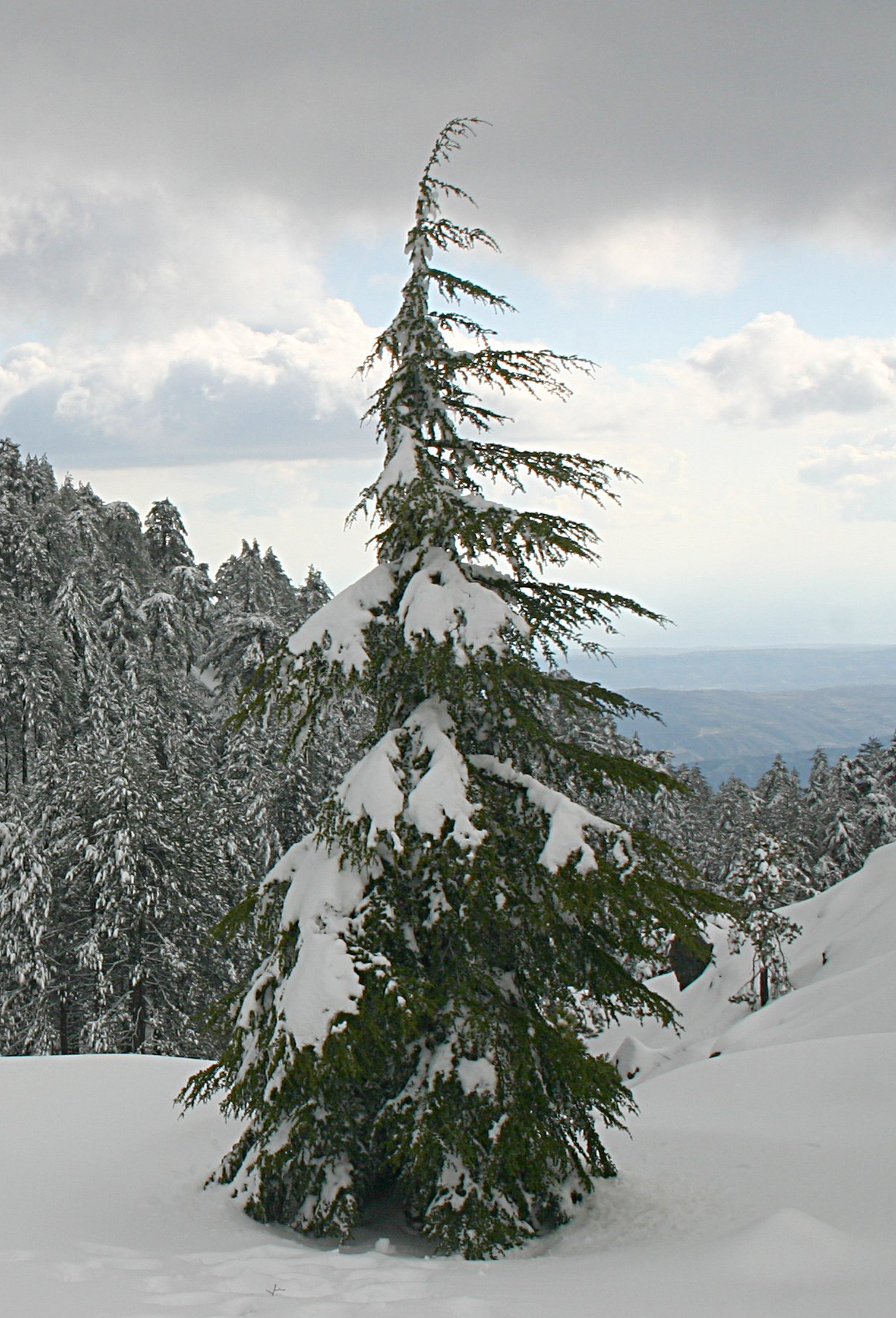
Cây non vào mùa đông
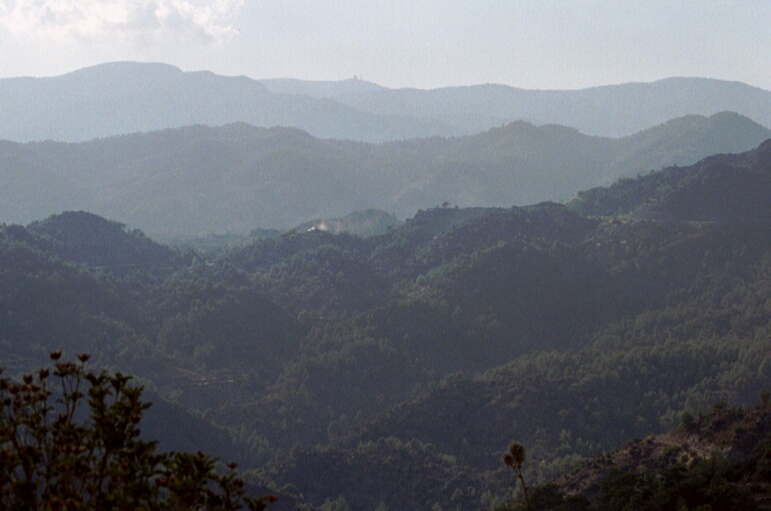
Dãy núi Troodos
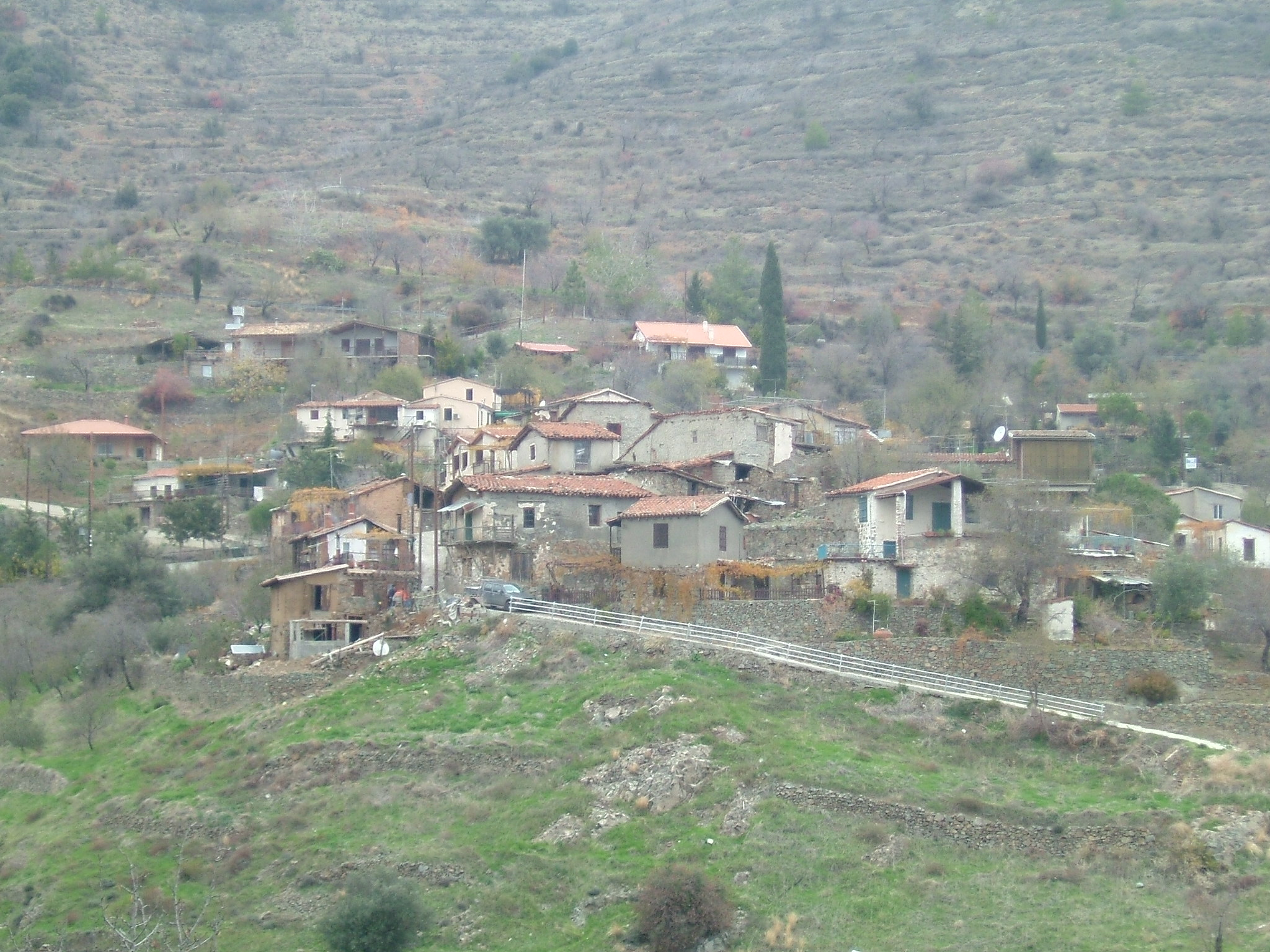
Làng Lazanias
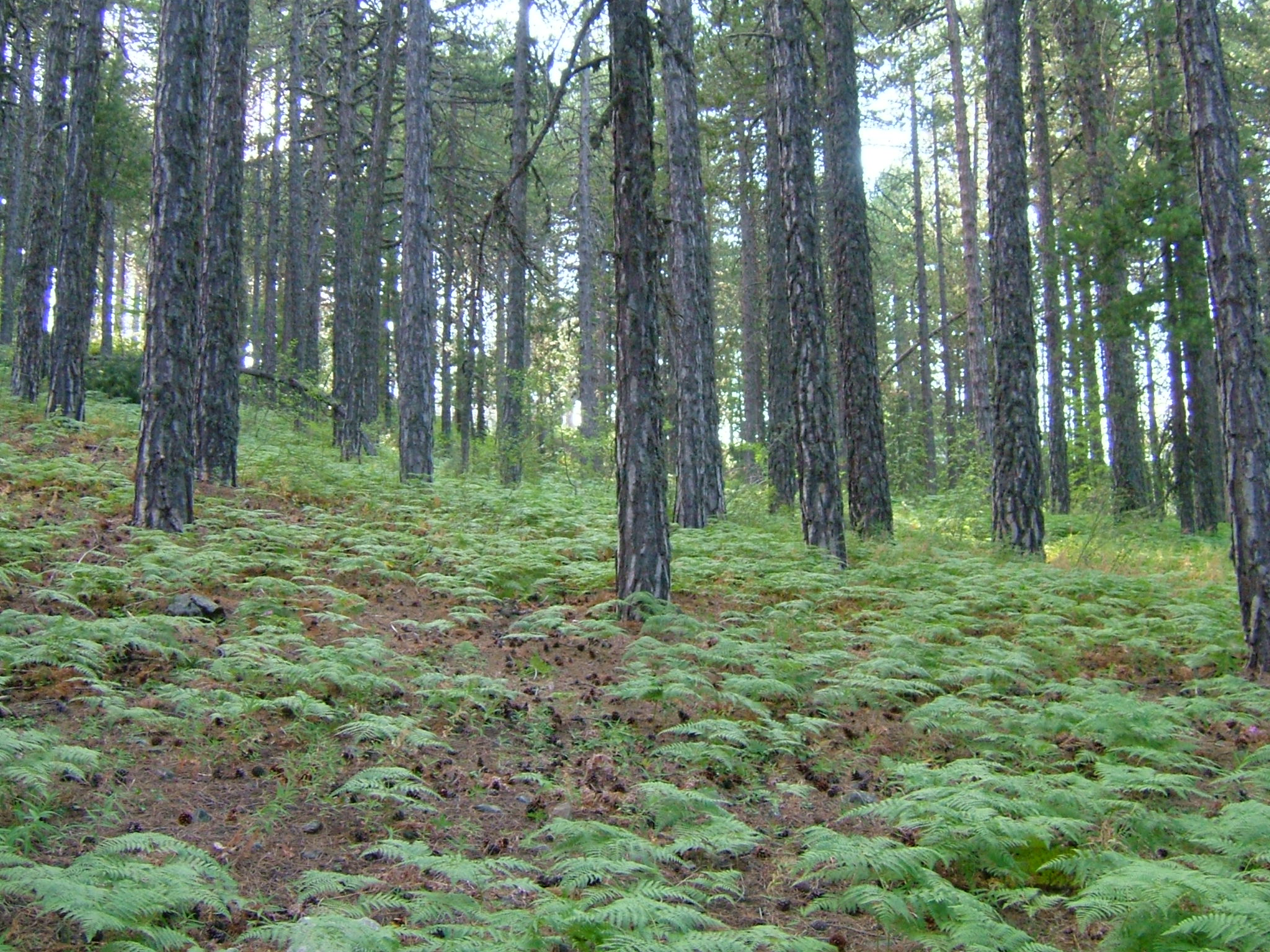
Troodos có nhiều cây lâu đời nhất trên thế giới
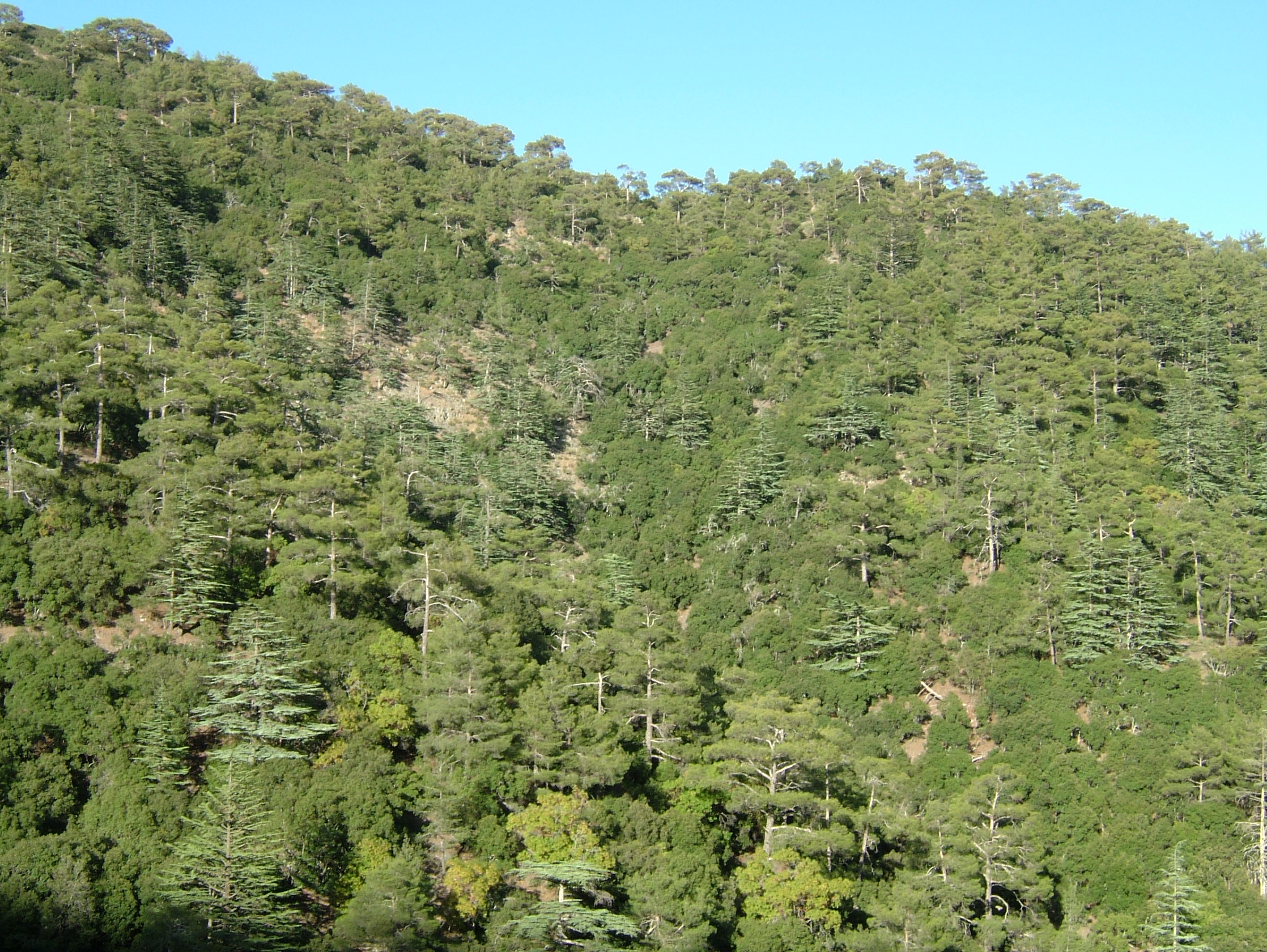
Rừng ở núi Troodos
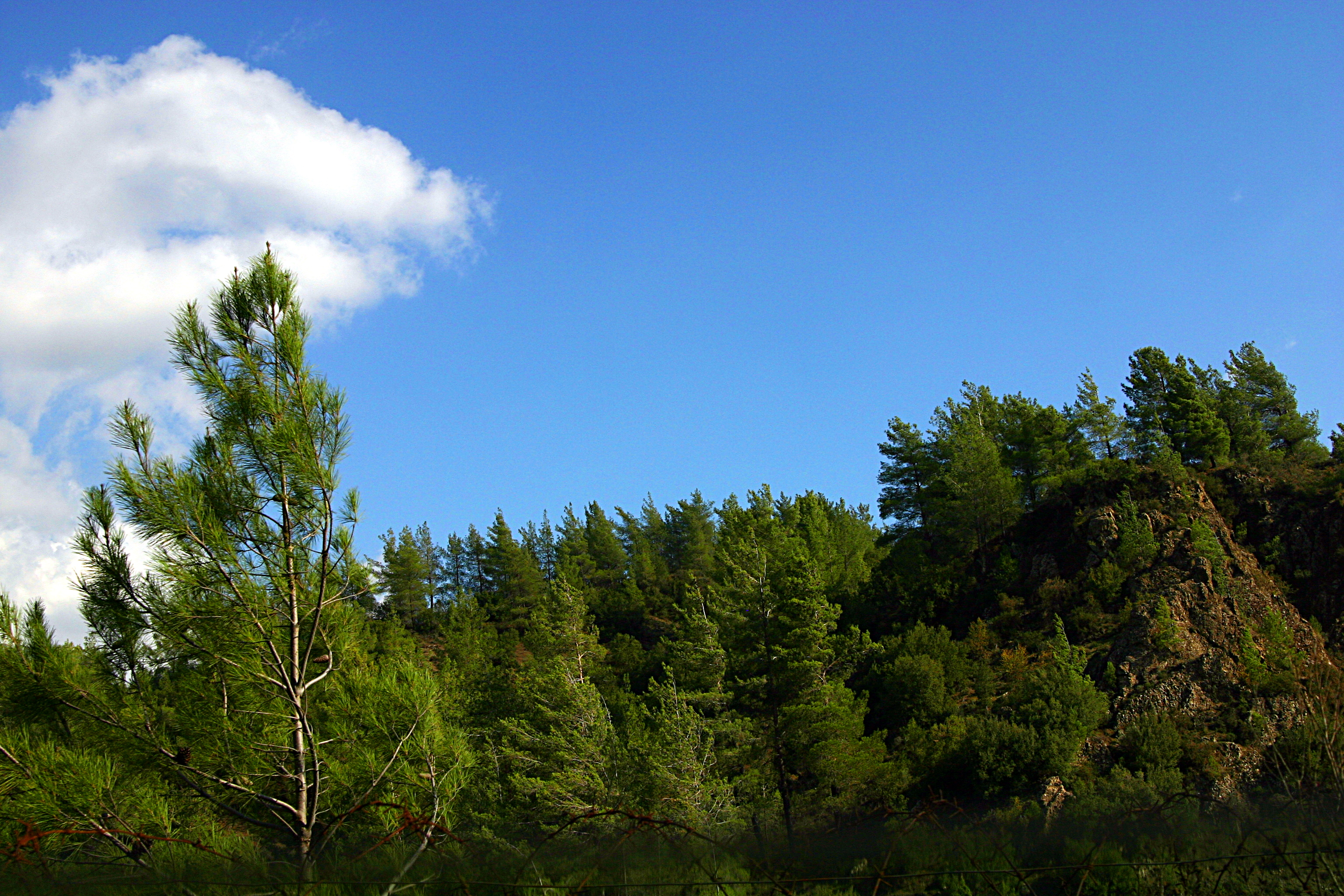
Pinus brutia, chân của dãy núi Troodos
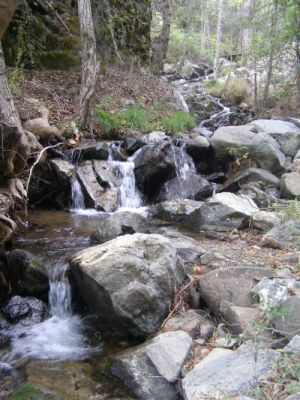
Một con suối ở Troodos
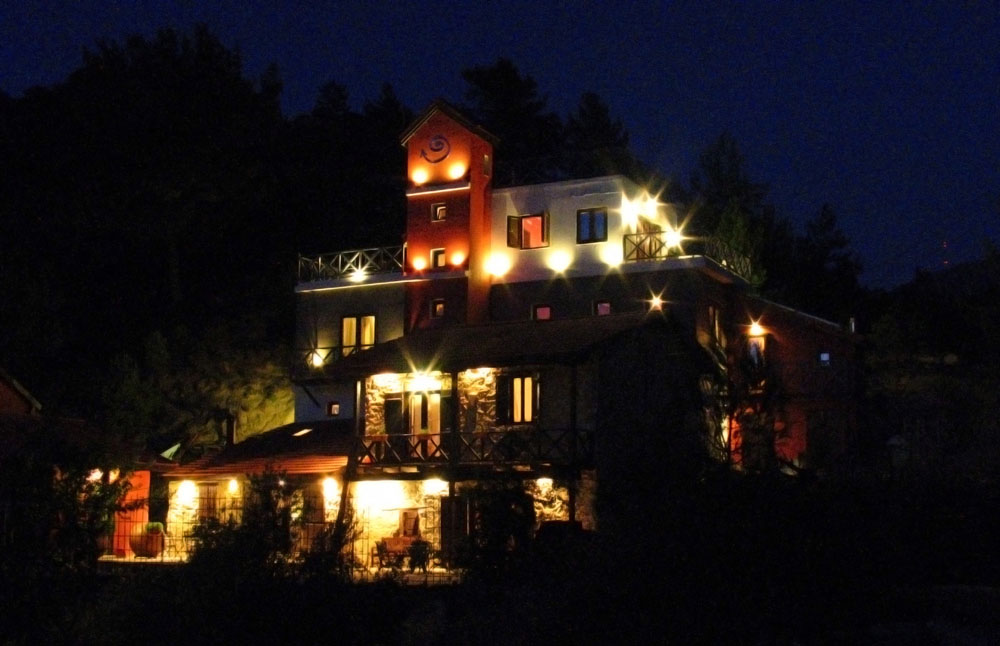
Parakentro là một trung tâm văn hóa phi lợi nhuận ở làng Lemythou
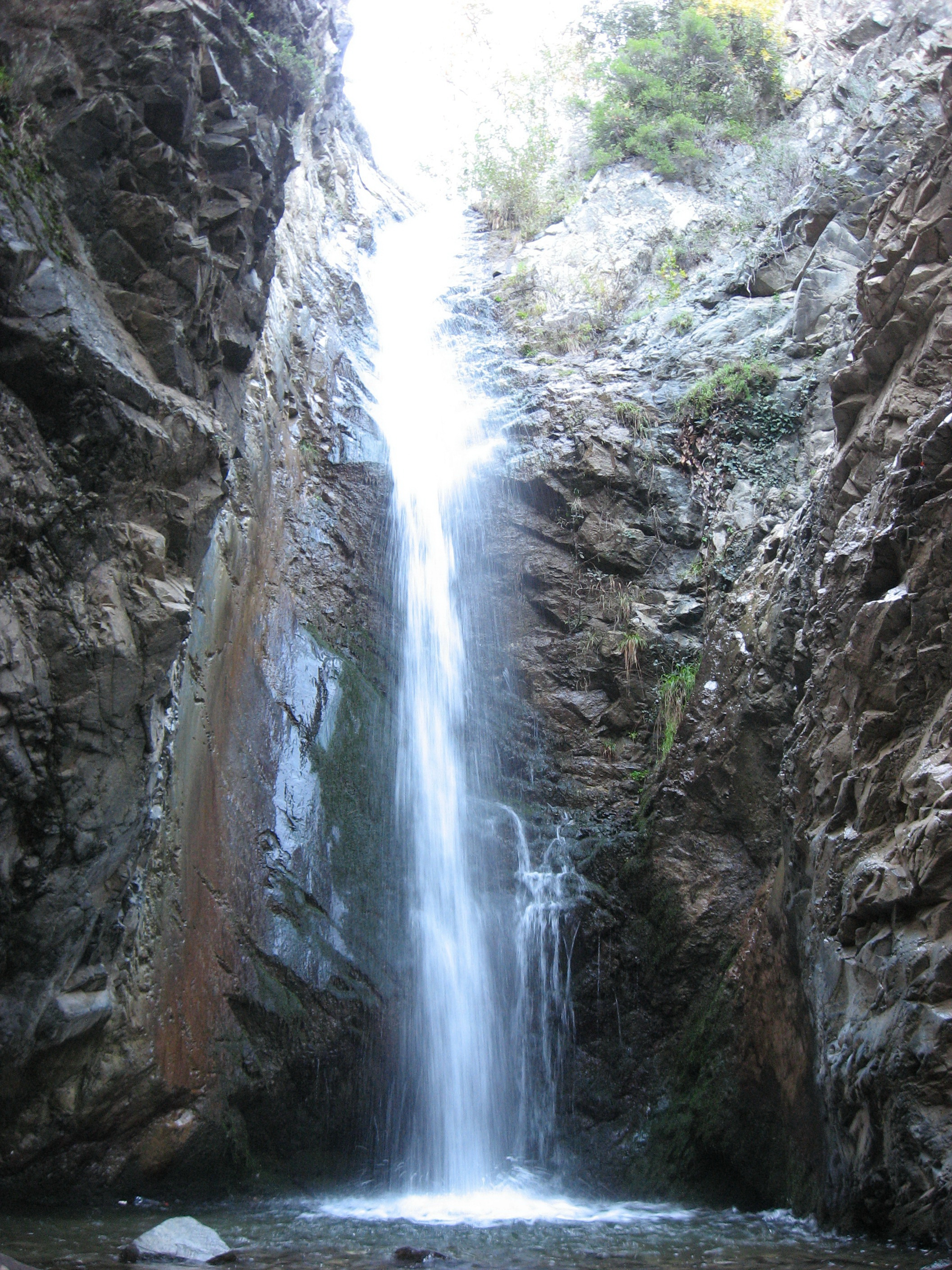
Thác nước Millomeris, Platres
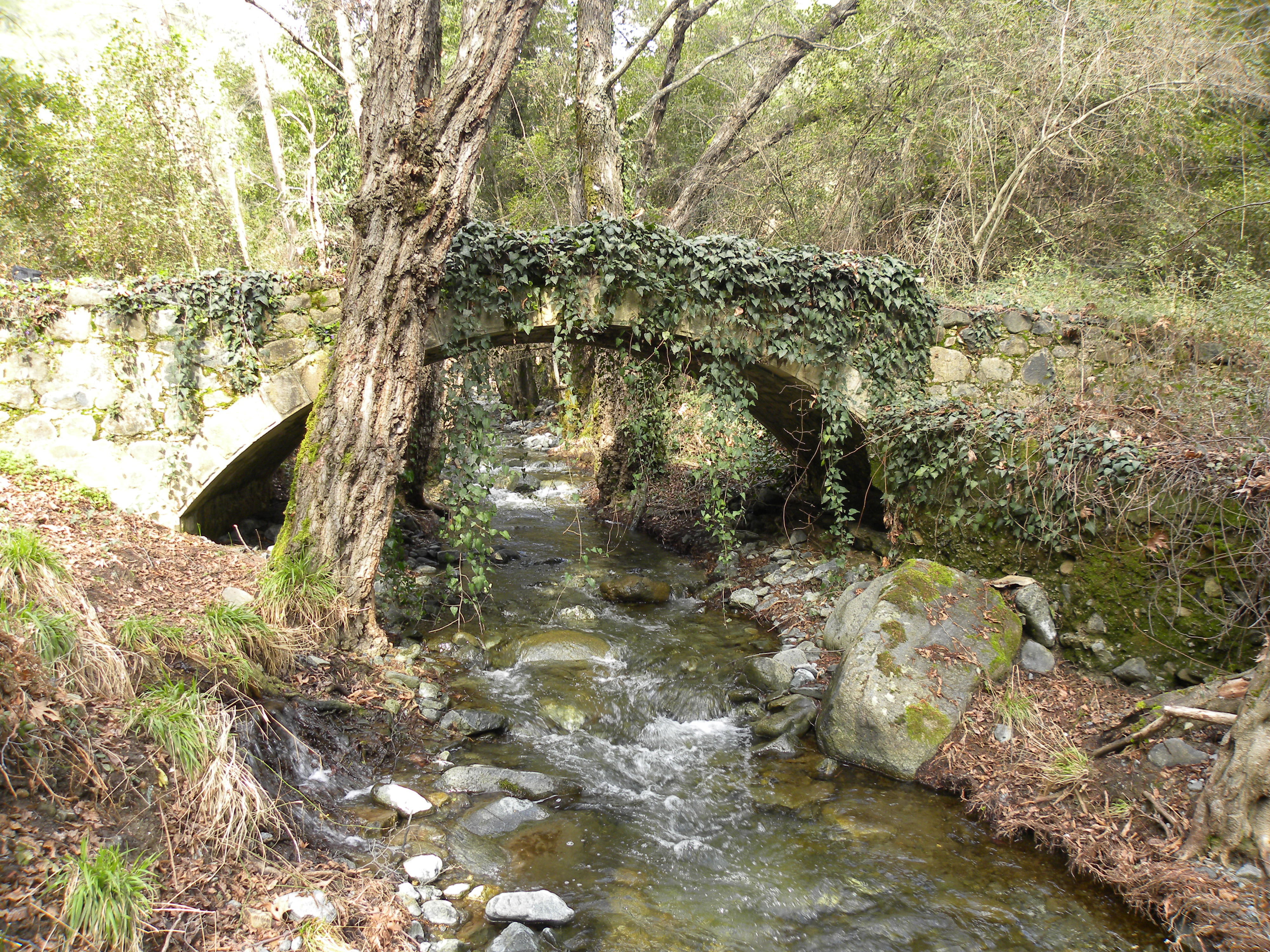
Cầu Milia, Platres
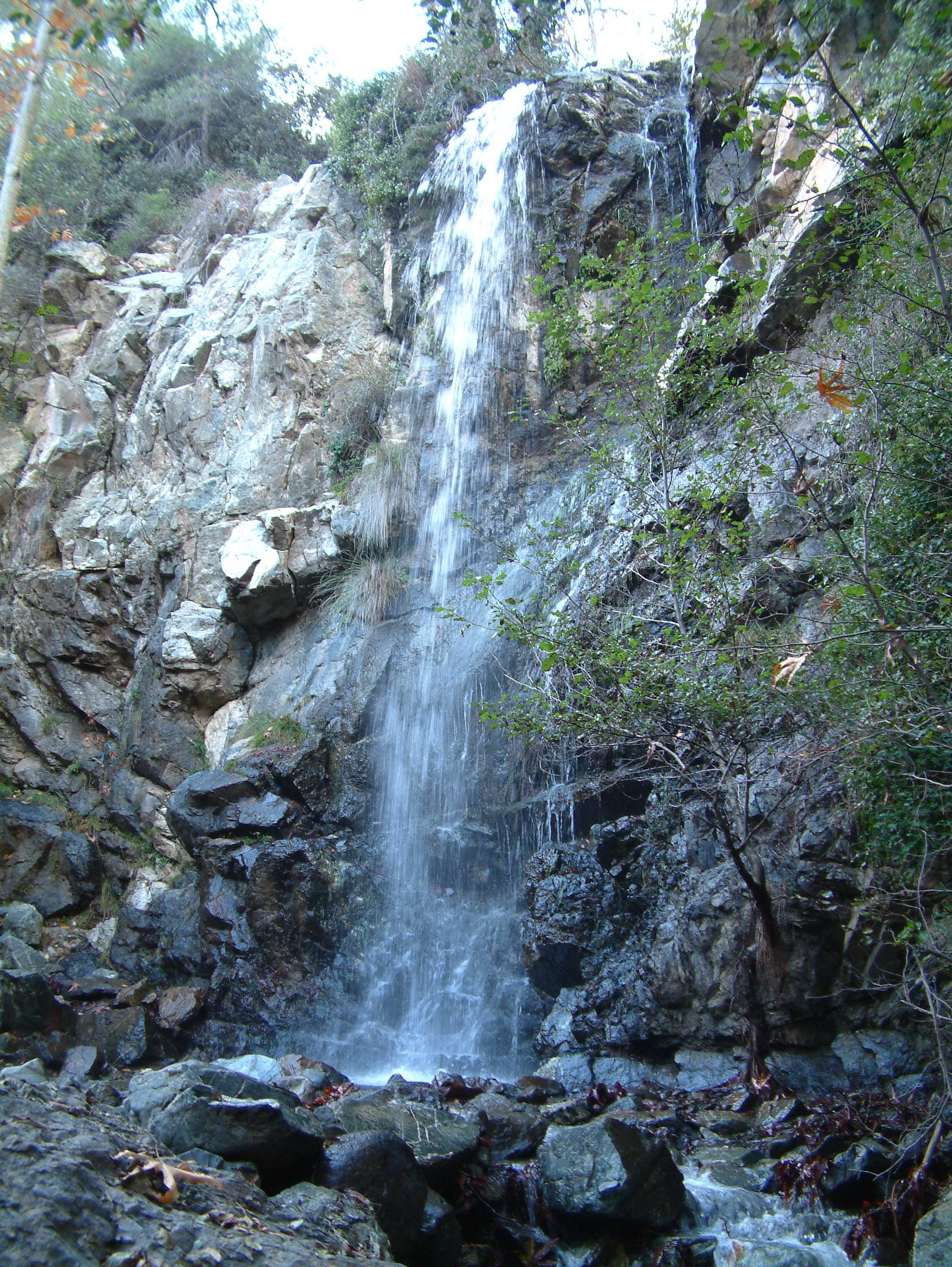
Thác nước Kalidonia, Platres
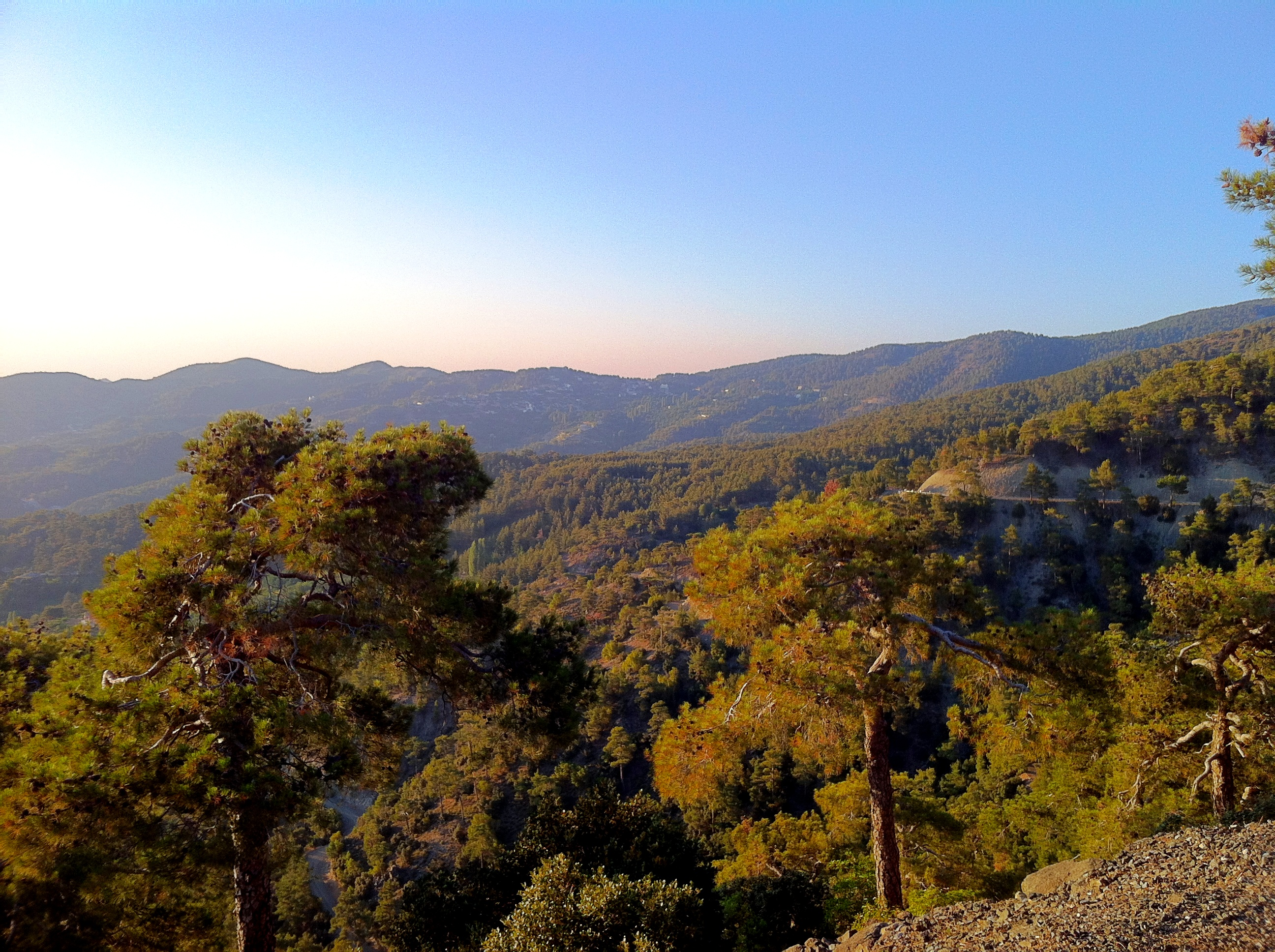
Một phần của dãy Troodos.
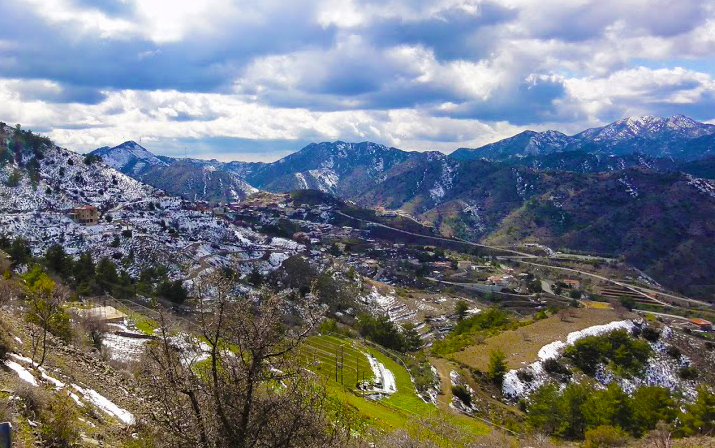
Ngắm nhìn từ làng Farmakas